# リン化ガリウム
リン化ガリウム（リンかガリウム、GaP、gallium phosphide）は、ガリウムのリン化物で、2.26 eV（300 K）の間接バンドギャップを持つ化合物半導体である。

## 用途

### 半導体
多結晶体は、薄いオレンジ色である。非ドープ単結晶ウェーハは透明なオレンジ色だが、ドープされたウェーハは自由キャリア吸収によって暗くなる。
硫黄、ケイ素、テルルは、n型半導体を製造するためのドーパントとして使用される。亜鉛は、p型半導体のドーパントとして使用される。

### 光学材料
リン化ガリウムは、光学材料としても利用され、波長840 nm (IR)で 3.19、550 nm（緑）で 3.45、262 nm (UV) で4.30の屈折率を持つ。

## 発光ダイオード
1960年代から、低〜中輝度の赤・オレンジ・緑発光ダイオード（LED）の低コスト製造に使用されている。単体もしくはGaAsPと組み合わせて製造される。
純粋なGaP系LEDは、波長555 nmの緑色光、窒素ドープ品は黄緑色（565 nm）、酸化亜鉛をドープしたGaPは、赤色（700 nm）の光を発する。
リン化ガリウムは、赤〜黄色の光に対して透明であることから、GaAsP-on-GaP系LEDは、GaAsP-on-GaAsより効率が良い。

## 単結晶成長法
リン化ガリウムは常圧下900 ℃以上の温度では、気体のリンと液体のガリウムに解離する。結晶成長時に融液は1500℃程度の温度となるため常圧化ではリンとガリウムとが解離してしまう。このことから、解離を防ぐため、10〜100気圧の不活性ガス雰囲気下で溶融した酸化ホウ素でリン化ガリウムの融液を覆い、リンの蒸気圧を下げて結晶を成長させる必要がある。
結晶成長は、シリコン単結晶と同じくチョクラルスキー法を用いる。ただし、上記の通り酸化ホウ素により融液を覆うため液体封止チョクラルスキー法（Liquid Encapsulated Czochralski、略称: LEC）と呼ばれる。